# 大麗溪脂鯉
大麗溪脂鯉，為輻鰭魚綱脂鯉目脂鯉亞目頂器脂鯉科的其一種，分布於南美洲巴西里約熱內盧淡水流域，體長可達6.1公分，棲息在底中層水域，生活習性不明。